# Хожаєв Далхан Абдулазізович
Далхан Хожаєв (1961, Грозний, РРФСР, СРСР — 26 червня 2000, с. Валерік, Ачхой-Мартановський район, Чечня, Росія) — чеченський польовий командир, бригадний генерал, соратник Ахмеда Закаєва.

## Біографія
Народився в 1961 році в Грозному.
У 1983 році закінчив історичний факультет Чечено-Інгушського державного університету. Історик.
У 1985—1991 роках — методист станції юних туристів, науковий співробітник Чечено-Інгушського республіканського краєзнавчого музею. Автор праць з історії національно-визвольного руху Чечні XIX століття. Начальник Департаменту архівів.
З 1994 року — член кабінету міністрів і державної ради оборони Чеченської Республіки Ічкерія. Командував бригадою особливого призначення у Руслана Гелаєва.
Убитий пострілом зі снайперської гвинтівки 26 липня 2000 у селі Валерік, у приватному домі. За одними даними в перестрілці з російським спецназом, однак військові заперечували свою причетність до його загибелі і вважали, що до вбивства має відношення Арбі Бараєв, давній ворог Гелаєва.